# Na Hong-jin
Na Hong-jin (1974) is een Zuid-Koreaans filmregisseur en scenarioschrijver.
Voor zijn eerste lange speelfilm The Chaser uit 2008 won hij prijzen voor beste regisseur bij de Grand Bell Awards en Korean Film Awards. Zijn tweede film The Yellow Sea draaide op het Filmfestival van Cannes van 2011 en zijn derde film The Wailing uit 2016 draaide ook in Cannes en won bovendien de prijs voor beste regisseur bij de Asian Film Awards

## Filmografie

### Regisseur en scenarioschrijver
- A Perfect Red Snapper Dish (korte film, 2005)
- Sweat (korte film, 2007)
- The Chaser (2008)
- The Yellow Sea (2010)
- The Wailing (2016)

### Cinematograaf
- Go-su-bu-ji (korte film, 2004)

### Acteur
- Carnival (korte film, 2007)

- Biblioteca Nacional de España: XX5040511
- Bibliothèque nationale de France: cb161910844 (data)
- Gemeinsame Normdatei: 1031724966
- International Standard Name Identifier: 0000 0001 1454 6168
- Library of Congress Control Number: no2016135723
- Nationale Bibliotheek van Israël: 987007325265505171
- Nederlandse Thesaurus van Auteursnamen: 326655042
- Système universitaire de documentation: 144110245
- Virtual International Authority File: 107630764
- WorldCat: E39PBJcWpDVY8RkMtm6tRGMMfq